# フェラーリ・312B
フェラーリ 312B（Ferrari 312B ）シリーズは、スクーデリア・フェラーリが1970年から1975年にかけて、F1世界選手権参戦用に開発したフォーミュラ1カーである。1970年は312B、1971年と1972年は312B2、1973年から1975年までは312B3を使用した。
車名の312は「3,000ccの12気筒エンジン」、Bは「ボクサー(水平対向エンジン、ただし後述の注を参照)」をあらわす。

## 312B

### 構造

#### ボクサーエンジン
1966年に3リットルエンジン規定が導入されてからフェラーリは60度V型12気筒エンジンを使用していたが、4シーズンに渡りタイトルから見放されていた。この間に登場したフォード・コスワース・DFVエンジンに対抗すべく、マウロ・フォルギエリら技術者は新たに180度V型12気筒エンジンを開発した。ボクサーエンジンと通称されているが、このエンジンの向かい合う2つの気筒が1つのクランクピンを共有しピストンが同時に同じ方向に動くという構造はV型エンジンのバンク角を180度にしたものと見ることができ、このエンジンの表現として「ボクサーエンジン」「水平対向12気筒」はあまり正確ではなく、正確に表現しようとするなら180度V型12気筒ということになる。
12気筒エンジンではクランクピンの間に1個ずつ軸受（ベアリング）を置く7ベアリングが一般的だが、摩擦抵抗を減らすためベアリングをクランクピン2個毎に減らし、中間のベアリングを廃止した4ベアリング（中央2つがプレーン、両端がローラー）とした。テストでは振動の問題が発生したため、クランクシャフトとフライホイールの間にラバーダンパーを追加した。
312に搭載されていた60度V12エンジンよりもバンク角を広げたことで重心が低下し、車両の運動性能が向上した。また横幅をコンパクトに抑え、若干の重量減も果たした。ボクサーユニットは横置きトランスミッションを採用した312Tシリーズにも搭載され、1970年代後半に4度のコンストラクターズタイトルと3度のドライバーズタイトルを獲得する名基となった。
F1以外ではスポーツプロトタイプの312PB (1971年-1973年) にも、耐久レース用に回転数と出力を落としたバージョンが搭載された。量販スポーツカーでも365GT4BB（1973年）からF512M（1994年）までボクサー路線が継承された。

#### シャシー
ボディは平たくなったものの、フロントにラジエーターを置く葉巻型である。シャシーは鋼管フレームにアルミパネルをリベット留めする、フェラーリ伝統のセミモノコック方式。モノコック後端上部から水平に2本の支持アームを伸ばし、ボクサーエンジンを吊り下げる格好にしているのが特徴だった。ロールバー上部からエンジンに向けて斜めにステーを伸ばし、そのステーにリアウィングを装備していた。

### 1970年
1970年シーズン開幕戦から投入された。当初はジャッキー・イクスの1台エントリーで、第4戦以降はF1ルーキーのクレイ・レガツォーニとイグナツィオ・ギュンティがセカンドシートをシェアしたが、レガツォーニがレギュラーに定着した。
前半戦は予選で速さを見せるものの、信頼性を欠き成績は振るわなかった。しかし、第9戦オーストリアグランプリでイクスとレガツォーニがワンツーフィニッシュを達成。第10戦の地元イタリアグランプリでは、レガツォーニがF1デビュー5戦目で初優勝を果たした。このレースの予選中、ポイントリーダー（45点）だったロータスのヨッヘン・リントが事故死し、ランキング3位（21点）のレガツォーニと4位（19点）のイクスにもチャンピオン獲得の可能性が浮上した。
第11戦カナダグランプリでは再びイクス、レガツォーニがワンツーフィニッシュを果たす。ポイント28点のイクスが残る2戦も連勝すれば46点となり、リントを1点差で逆転することになる。しかし、第12戦アメリカグランプリではリントに代わってロータスを駆るエマーソン・フィッティパルディが優勝し、リントのドライバーズタイトルが決定した。フェラーリは最終戦メキシコグランプリもシーズン3度目のワンツーフィニッシュで締めくくり、13戦中4勝・5ポールポジション・7ファステストラップという好成績で、ロータスに次ぐコンストラクターズランキング2位となった。

## 312B2

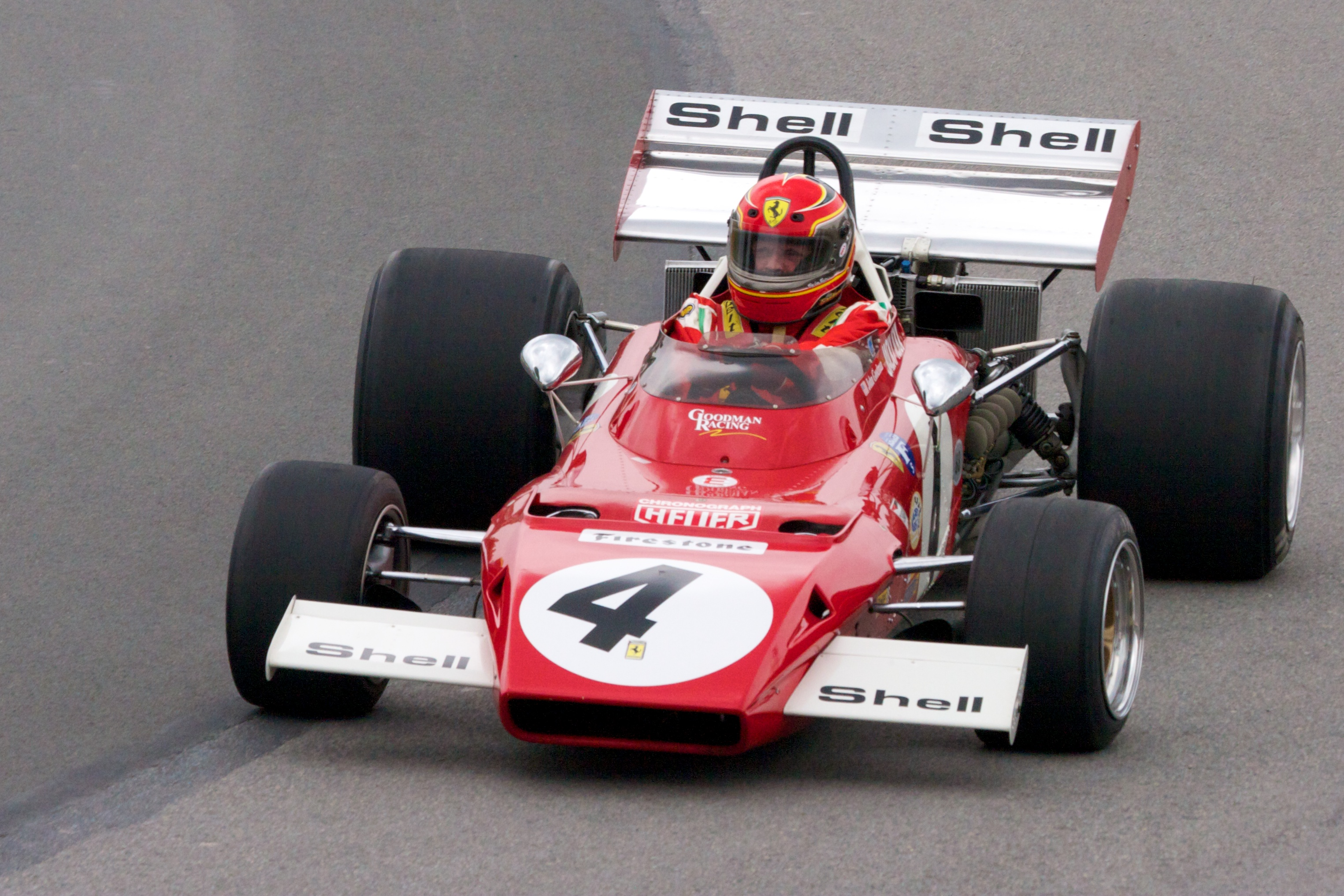
312B2に乗りデモランするジャッキー・イクス（2010年カナダグランプリ）

### 1971年
1971年シーズンの第3戦モナコグランプリより、改良型の312B2が登場する。エンジンはボアストローク比をショートストローク化して出力が向上し、サスペンションにも手が加えられた。ドライバーはイクスとレガツォーニに加え、マリオ・アンドレッティもサードカーで参戦した。
前年後半戦の成績からフェラーリの優位が予想され、実際、開幕戦南アフリカグランプリではアンドレッティがF1初優勝を達成した。イクスは第4戦オランダグランプリで優勝し、ティレルのジャッキー・スチュワートとチャンピオンを争うかと思われたが、ファイアストンタイヤとのマッチングが悪くシーズンを通じて異常振動に悩まされ、残り7戦はリタイア続きでノーポイントに終わった。

### 1972年
1972年は312B2をモディファイして臨んだ。問題のサスペンションを改修したほか、空力面を変更し、ボディカウルは全体的に角張ったデザインとなった。ドライバーはイクスとレガツォーニのほか、アンドレッティ、アルトゥーロ・メルツァリオ、ナンニ・ギャリがサードカーをドライブした。

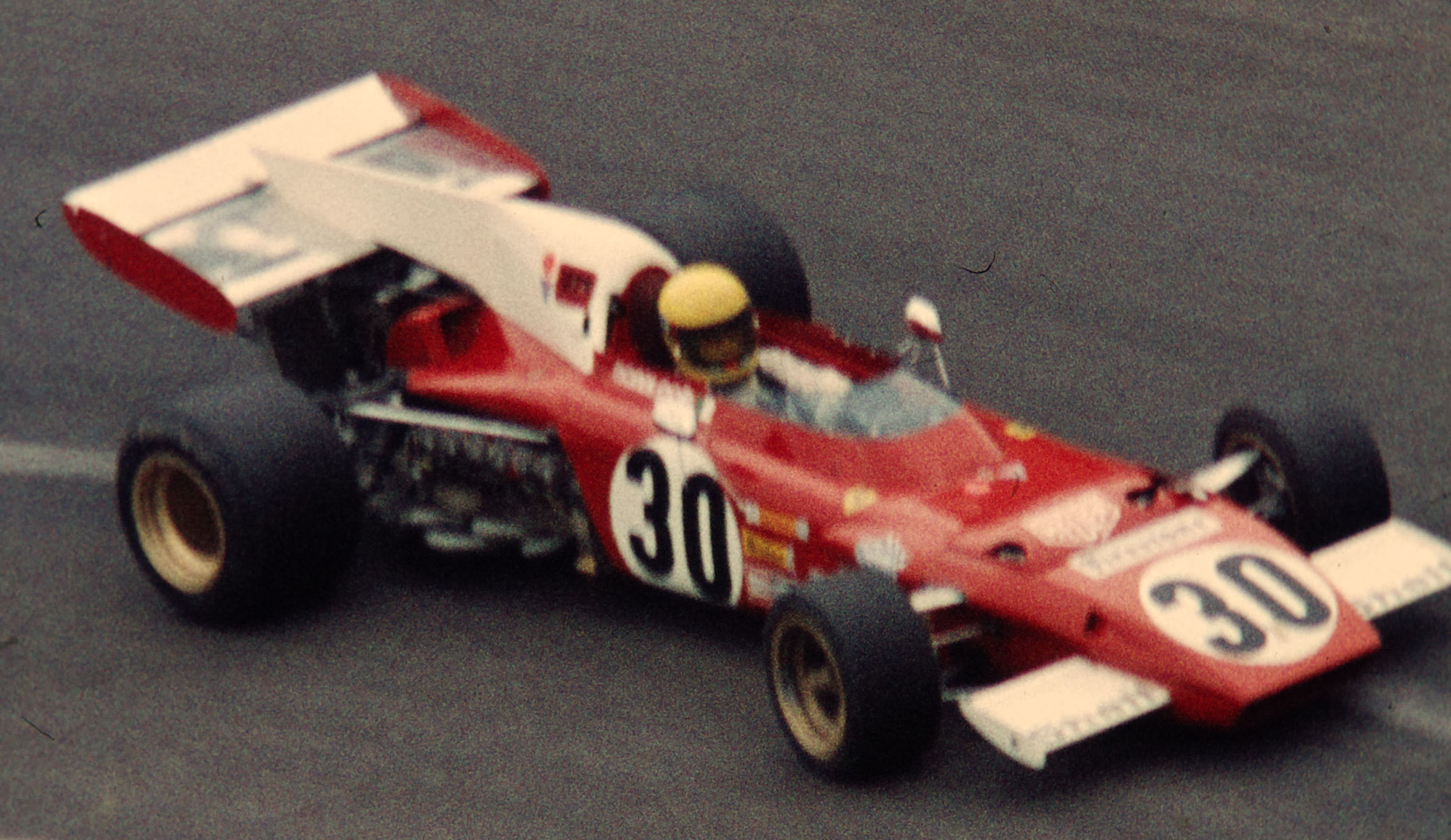
312B2をドライブするナンニ・ギャリ（1972年フランスグランプリ）

イクスは4度のポールポジションを獲得し第9戦ドイツグランプリではレガツォーニとともにワンツーフィニッシュを達成したが、シーズンを通してロータスとティレルの戦闘力には及ばず、チームの調子は下降線をたどる。

## 312B3
1973年から1975年にかけては、312Bシリーズの最後となる312B3が使用されたが、同じ車名でも大きく分けて4つのバージョンが存在する。

### スパッツァネーヴェ（除雪車）

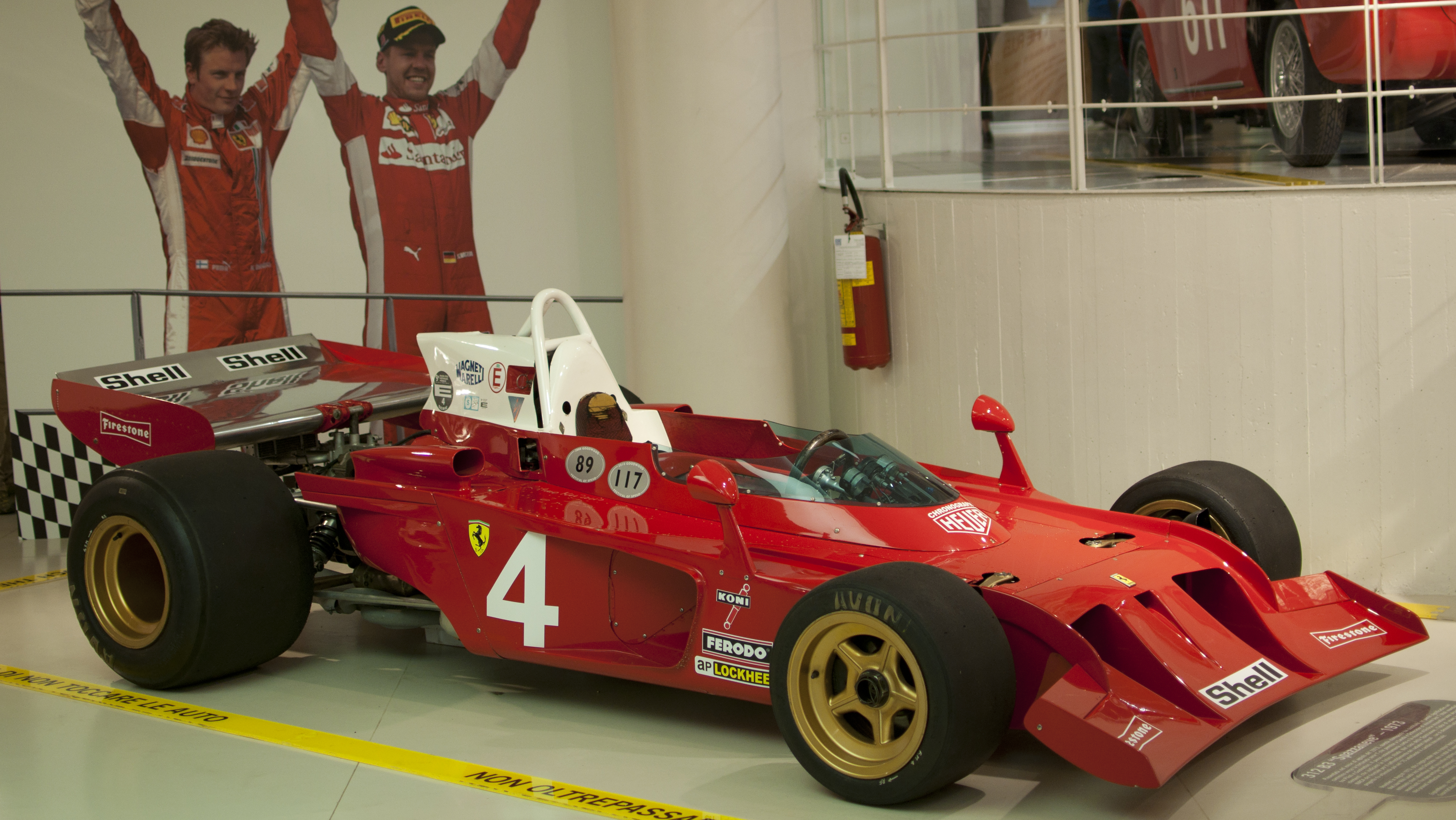
312B3"スパッツァネーヴェ"（ムゼオ・フェラーリ展示車）

最初のバージョンは1972年末、フェラーリのテストコースであるフィオラノサーキットでプレス向けに公開された。フロントの空力処理が斬新で、箱型の幅広いノーズには2つの大きなNACAダクトが開口していた。ノーズとウィングが巨大な雪掻き（スノープラウ）のように見えるため「スパッツァネーヴェ（Spazzaneve 、イタリア語で除雪車の意）」という渾名を頂戴した。
結局、このタイプは実戦に一度も登場することなくお蔵入りになり、設計者のマウロ・フォルギエリはフェラーリのロードカー部門へ一時左遷された。その後社外に売却され、ヒストリックフォーミュライベントでその奇異な姿を見ることができる。

### 312B3-73

#### 前期型
1973年第4戦スペイングランプリから312B3の実戦モデルが投入された。「スパッツァネーヴェ」とは別にサンドロ・コロンボが設計したもので、フェラーリとしては初めてフレーム（骨組み）のないフルモノコックシャーシを採用し、ジョン・トンプソン率いるイギリスのTCプロトタイプに製造を委託したもので、他のB3と区別するためにトンプソンB3と呼ぶこともある。ロータス・72に似たウェッジシェイプボディーとサイドラジエーターが特徴だったが、その後はフロントラジエーターに戻された。フェラーリ初のイギリス製シャシーという出自、およびその外観から「赤いロータス」と揶揄された。リアウィングはオーバーハングに大判のバナナウィングを装着している。
ドライバーはレガツォーニが離脱し、アルトゥーロ・メルツァリオがレギュラーに昇格した。しかしフェラーリの2台は下位集団に埋もれ、第10戦オランダグランプリと第11戦1973年ドイツグランプリを開発のため欠場する事態に追い込まれた。

#### 後期型
第12戦オーストリアグランプリから投入された1973年後期型は、レースチームに復帰したフォルギエリの手で全面的に改修が施されており、312B3Sとも呼ばれる。Sは「スペリメンターレ（Sperimentale 、イタリア語で実験的な、の意）」の頭文字。ラジエーターはシャシーの前方両サイドに移り、フロントサスペンションアームの間から気流を取り入れ、煙突状の穴から上方に排熱する方式となった。オイルクーラーはリアタイヤの手前に縦方向に配置。フロントウィングは左右分割式をやめ、ノーズ上にテーブルトップタイプの一枚板を載せ、2本のステーで支持した。また、流行の大型インダクションポッドを採用した。
オーストリアグランプリから最終戦までの4戦は、基本的にメルツァリオ1台で参戦した。イクスはイタリアグランプリは出走したものの、チームとの関係が悪化しフェラーリから離脱した。

### 312B3-74
1974年の最終型312B3は、前年の後期型をベースに設計された。シャシーはフルモノコックからセミモノコックに戻され、重量配分を見直した結果、以前よりもコクピット位置が前進した。低くフラットなシャシーに、グラマラスなアッパーカウルという構成は、後継の312Tにも受け継がれた。インダクションポッドは横幅の広い旧型から縦に細長いタイプに変更され、上下に分割された経路を通じて、ラムエアーをエンジン左右のインテークマニホールドに供給した。

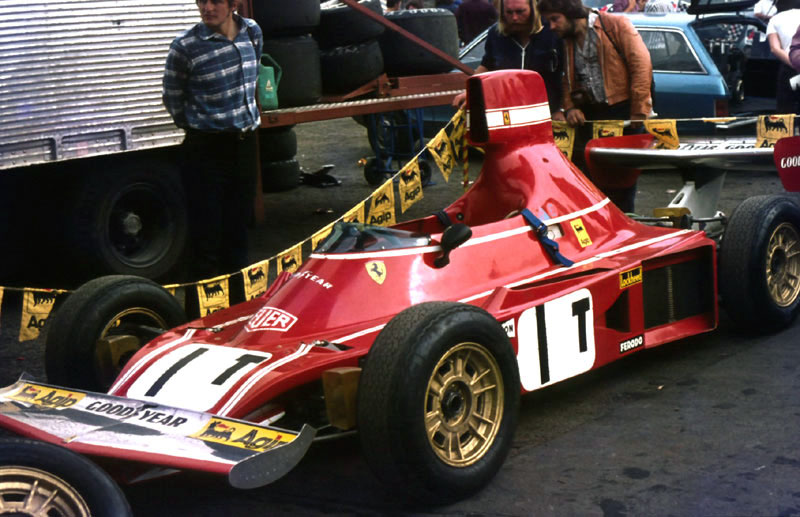
312B3-74（スペアカー）

この年は体制面で大きな変更があった。スポーツカーレースから撤退してF1活動のみに絞り、ルカ・ディ・モンテゼーモロがチームマネージャーに就任した。ドライバーは出戻りのクレイ・レガツォーニと若手ニキ・ラウダという新コンビ。
第4戦スペイングランプリではラウダが初優勝し、チームに2年ぶりの勝利をもたらした。ラウダは6戦連続を含めシーズン個人最多の9ポールポジションを獲得し、開発面でも非凡な能力を見せた。レガツォーニはマクラーレンのエマーソン・フィッティパルディ、ティレルのジョディー・シェクターとタイトルを争い、フィッティパルディと同ポイント（52点）で最終戦に臨んだが、惜しくもチャンピオンを逃した。コンストラクターズではマクラーレンに次ぐ2位に浮上した。
312B3は翌1975年の第2戦まで使用され、312Tにバトンタッチした。ラウダは「312B3は常にアンダーステア傾向を抱えていて、思い通りにコーナリングするのに一苦労していた」と語っている。312Tでは対策として、ホイールベース内に横置きギアボックスを配置することになる。

## スペック
| 項目             | 312B                                                                                               | 312B2                                                                                              | 312B3-73                                                                                           | 312B3-74                                                                                           |
| シャシー         | シャシー                                                                                           | シャシー                                                                                           | シャシー                                                                                           | シャシー                                                                                           |
| ---------------- | -------------------------------------------------------------------------------------------------- | -------------------------------------------------------------------------------------------------- | -------------------------------------------------------------------------------------------------- | -------------------------------------------------------------------------------------------------- |
| 構造             | セミモノコック （チューブラーフレーム＋アルミパネル）                                              | セミモノコック （チューブラーフレーム＋アルミパネル）                                              | フルモノコック （アルミパネル）                                                                    | セミモノコック （チューブラーフレーム+アルミパネル）                                               |
| 全長             | 4,020 mm (312B)                                                                                    | -                                                                                                  | 4,335 mm                                                                                           | 4,380 mm                                                                                           |
| 全幅             | -                                                                                                  | -                                                                                                  | 2,056 mm                                                                                           | 2,085 mm                                                                                           |
| 全高             | 956 mm                                                                                             | -                                                                                                  | 900 mm                                                                                             | 1,290 mm                                                                                           |
| 重量             | 534 kg                                                                                             | 558 kg                                                                                             | 578 kg                                                                                             | 582 kg                                                                                             |
| ホイールベース   | 2,385 mm                                                                                           | 2,387 mm                                                                                           | 2,500 mm                                                                                           | 2507 mm                                                                                            |
| トレッド（前）   | 1,565 mm                                                                                           | 1482 mm                                                                                            | 1,625 mm                                                                                           | 1,620 mm                                                                                           |
| トレッド（後）   | 1,575 mm                                                                                           | 1475 mm                                                                                            | 1,605 mm                                                                                           | 1,590 mm                                                                                           |
| ステアリング     | ラック・アンド・ピニオン                                                                           | ラック・アンド・ピニオン                                                                           | ラック・アンド・ピニオン                                                                           | ラック・アンド・ピニオン                                                                           |
| ギアボックス     | フェラーリ製縦置 マニュアル5速＋後進1速                                                            | フェラーリ製縦置 マニュアル5速＋後進1速                                                            | フェラーリ製縦置 マニュアル5速＋後進1速                                                            | フェラーリ製縦置 マニュアル5速＋後進1速                                                            |
| サスペンション   | 前後独立懸架、ダブルウィッシュボーン、コイルスプリング、筒型ショックアブソーバー、アンチロールバー | 前後独立懸架、ダブルウィッシュボーン、コイルスプリング、筒型ショックアブソーバー、アンチロールバー | 前後独立懸架、ダブルウィッシュボーン、コイルスプリング、筒型ショックアブソーバー、アンチロールバー | 前後独立懸架、ダブルウィッシュボーン、コイルスプリング、筒型ショックアブソーバー、アンチロールバー |
| ブレーキ         | ディスクブレーキ                                                                                   | ディスクブレーキ                                                                                   | ディスクブレーキ                                                                                   | ディスクブレーキ                                                                                   |
| エンジン         | | | | |
| 気筒数・角度     | 水平対向(180°V型)12気筒                                                                            | 水平対向(180°V型)12気筒                                                                            | 水平対向(180°V型)12気筒                                                                            | 水平対向(180°V型)12気筒                                                                            |
| ボア・ストローク | 78.5 × 51.5 mm                                                                                     | 80 x 49.6 mm                                                                                       | 80 x 49.6 mm                                                                                       | 80 x 49.6 mm                                                                                       |
| 排気量           | 2,991 cc                                                                                           | 2,991 cc                                                                                           | 2,991 cc                                                                                           | 2,991 cc                                                                                           |
| 圧縮比           | 11.5:1                                                                                             | 11.5:1                                                                                             | 11.5:1                                                                                             | 11.5:1                                                                                             |
| 最高出力         | 450 hp / 1,2000 rpm                                                                                | 470 hp / 12,600 rpm                                                                                | 485 hp / 12,500 rpm                                                                                | 490 hp / 12,500 rpm                                                                                |
| 動弁機構         | DOHC・1気筒あたり4バルブ                                                                           | DOHC・1気筒あたり4バルブ                                                                           | DOHC・1気筒あたり4バルブ                                                                           | DOHC・1気筒あたり4バルブ                                                                           |
| 燃料供給         | ルーカス製 インジェクション                                                                        | ルーカス製 インジェクション                                                                        | ルーカス製 インジェクション                                                                        | ルーカス製 インジェクション                                                                        |
| 点火装置         | 1気筒あたり1プラグ                                                                                 | 1気筒あたり1プラグ                                                                                 | 1気筒あたり1プラグ                                                                                 | 1気筒あたり1プラグ                                                                                 |
| 潤滑システム     | ドライサンプ                                                                                       | ドライサンプ                                                                                       | ドライサンプ                                                                                       | ドライサンプ                                                                                       |
| クラッチ         | マルチプレート                                                                                     | マルチプレート                                                                                     | マルチプレート                                                                                     | マルチプレート                                                                                     |
| 燃料             | シェル                                                                                             | シェル                                                                                             | シェル                                                                                             | アジップ                                                                                           |
| タイヤ           | | | | |
| メーカー         | ファイアストン                                                                                     | ファイアストン                                                                                     | グッドイヤー                                                                                       | グッドイヤー                                                                                       |
| サイズ（前）     | 9-22-13                                                                                            | 8.6-20-13                                                                                          | 9.2-20-13                                                                                          | 9.2-20-13                                                                                          |
| サイズ（後）     | 12.5-26-15                                                                                         | 13.5-24-15                                                                                         | 14-26-13                                                                                           | 14-26-13                                                                                           |
| 項目             | 312B                                                                                               | 312B2                                                                                              | 312B3-73                                                                                           | 312B3-74                                                                                           |

## F1世界選手権の成績
| 年   | シャーシ    | エンジン          | タイヤ | ドライバー     | 1   | 2   | 3   | 4   | 5   | 6   | 7   | 8   | 9   | 10  | 11  | 12  | 13  | 14  | 15  | ポイント | ランキング |
| ---- | ----------- | ----------------- | ------ | -------------- | --- | --- | --- | --- | --- | --- | --- | --- | --- | --- | --- | --- | --- | --- | --- | -------- | ---------- |
| 1970 |             |                   |        |                | RSA | ESP | MON | BEL | NED | FRA | GBR | GER | AUT | ITA | CAN | USA | MEX |     |     | 52 (55)  | 2          |
| 1970 | 312B        | Tipo 001          | F      | イクス         | Ret | Ret | Ret | 8   | 3   | Ret | Ret | 2   | 1   | Ret | 1   | 4   | 1   |     |     | 52 (55)  | 2          |
| 1970 | 312B        | Tipo 001          | F      | レガツォーニ   |     |     |     |     | 4   |     | 4   | Ret | 2   | 1   | 2   | 13  | 2   |     |     | 52 (55)  | 2          |
| 1970 | 312B        | Tipo 001          | F      | ギュンティ     |     |     |     | 4   |     | 14  |     |     | 7   | Ret |     |     |     |     |     | 52 (55)  | 2          |
| 1971 |             |                   |        |                | RSA | ESP | MON | NED | FRA | GBR | GER | AUT | ITA | CAN | USA |     |     |     |     | 33       | 3          |
| 1971 | 312B 312B2  | Tipo 001 001/1    | F      | イクス         | 8   | 2   | 3   | 1   | Ret | Ret | Ret | Ret | Ret | 8   | Ret |     |     |     |     | 33       | 3          |
| 1971 | 312B 312B2  | Tipo 001 001/1    | F      | レガツォーニ   | 3   | Ret | Ret | 3   | Ret | Ret | 3   | Ret | Ret | Ret | 6   |     |     |     |     | 33       | 3          |
| 1971 | 312B 312B2  | Tipo 001 001/1    | F      | アンドレッティ | 1   | Ret | DNQ | Ret |     |     | 4   |     |     | 13  | DNS |     |     |     |     | 33       | 3          |
| 1972 |             |                   |        |                | ARG | RSA | ESP | MON | BEL | FRA | GBR | GER | AUT | ITA | CAN | USA |     |     |     | 33       | 4          |
| 1972 | 312B2       | Tipo 001/1        | F      | イクス         | 3   | 8   | 2   | 2   | Ret | 11  | Ret | 1   | Ret | Ret | 12  | 5   |     |     |     | 33       | 4          |
| 1972 | 312B2       | Tipo 001/1        | F      | レガツォーニ   | 4   | 12  | 3   | Ret | Ret |     |     | 2   | Ret | Ret | 5   | 8   |     |     |     | 33       | 4          |
| 1972 | 312B2       | Tipo 001/1        | F      | アンドレッティ | Ret | 4   | Ret |     |     |     |     |     |     | 7   |     | 6   |     |     |     | 33       | 4          |
| 1972 | 312B2       | Tipo 001/1        | F      | メルツァリオ   |     |     |     |     |     |     | 6   | 12  |     |     |     |     |     |     |     | 33       | 4          |
| 1972 | 312B2       | Tipo 001/1        | F      | ギャリ         |     |     |     |     |     | 13  |     |     |     |     |     |     |     |     |     | 33       | 4          |
| 1973 |             |                   |        |                | ARG | BRA | RSA | ESP | BEL | MON | SWE | FRA | GBR | NED | GER | AUT | ITA | CAN | USA | 12       | 6          |
| 1973 | 312B2 312B3 | Tipo 001/1 001/11 | G      | イクス         | 4   | 5   | Ret | 12  | Ret | Ret | 6   | 5   | 8   |     |     |     | 8   |     |     | 12       | 6          |
| 1973 | 312B2 312B3 | Tipo 001/1 001/11 | G      | メルツァリオ   | 9   | 4   | 4   |     |     | Ret |     | 7   |     |     |     | 7   | Ret | 15  | 16  | 12       | 6          |
| 1974 |             |                   |        |                | ARG | BRA | RSA | ESP | BEL | MON | SWE | NED | FRA | GBR | GER | AUT | ITA | CAN | USA | 65       | 2          |
| 1974 | 312B3       | Tipo 001/11       | G      | レガツォーニ   | 3   | 2   | Ret | 2   | 4   | 4   | Ret | 2   | 3   | 4   | 1   | 5   | Ret | 2   | 11  | 65       | 2          |
| 1974 | 312B3       | Tipo 001/11       | G      | ラウダ         | 2   | Ret | 16  | 1   | 2   | Ret | Ret | 1   | 2   | 5   | Ret | Ret | Ret | Ret | Ret | 65       | 2          |
| 1975 |             |                   |        |                | ARG | BRA | RSA | ESP | MON | BEL | SWE | NED | FRA | GBR | GER | AUT | ITA | USA |     | 72.51    | 1          |
| 1975 | 312B3       | Tipo 001/11       | G      | レガツォーニ   | 4   | 4   |     |     |     |     |     |     |     |     |     |     |     |     |     | 72.51    | 1          |
| 1975 | 312B3       | Tipo 001/11       | G      | ラウダ         | 6   | 5   |     |     |     |     |     |     |     |     |     |     |     |     |     | 72.51    | 1          |

- 太字はポールポジション、斜字はファステストラップ。(key)
- 1 - 1975年のコンストラクターズポイントには312Tで獲得したポイント（66.5点）も含まれる。